# Babna Gora, Dobrova - Polhov Gradec
Babna Gora je naselje v Občini Dobrova - Polhov Gradec.